# Râul Plopu
Râul Plopu este un curs de apă, afluent al râului Jijia. 